# Треугольник смерти
Треуго́льник сме́рти (укр. Трикутник смерті) — военно-политическая ситуация, сложившаяся во время Польско-украинской войны 1 июня 1919 года, когда Украинская Галицкая Армия (УГА) оказалась в окружении польской армии, Красной Армии и белых частей с трёх сторон. Географически треугольник ограничивался с трёх сторон реками Збруч и Днестр, а также железной дорогой Гусятин — Чортков.

Треугольник смерти
ВСЮР
Советская Россия
Польша
РПАУ (махновцы)

УГА находилась в треугольнике смерти дважды. Первый раз с 1 по 8 июня, а второй — с 8 по 18 июля . Первый раз УГА удалось в результате Чортковского наступления дойти до Львова и вновь закрепиться в Галиции, однако польские войска вновь отбросили украинцев назад. Во второй раз УГА эвакуировалась из Галиции, что ознаменовало конец Польско-украинской войны.